# Dolenjevaški potok
Dolenjevaški potok je potok ki teče skozi Dolenjo vas pri Krškem in se kot desni pritok izliva v potok Močnik, ta pa se nato kot levi pritok pri Brežicah izliva v reko Savo. 